# La cara del ángel
La cara del ángel es una película estrenada el 24 de junio de 1999 dirigida por Pablo Torre, hijo de Leopoldo Torre Nilsson. El título hace alusión a la película de su padre, La casa del ángel.

## Sinopsis
Relata la vida de un joven desde el colegio de curas hasta su etapa adulta.

## Reparto
Realizada en Córdoba, contó con las actuaciones de Enrique Pinti, Mario Pasik y Virginia Innocenti, además de destacados nombres del teatro cordobés como Víctor Moll y Ariel Fernando Palmero (Ringo), y jóvenes como Alan Jesús García Herrera (Nicolás) y Facundo García Herrera (Nicolás), entre otros.